# Nyomornegyed
A nyomornegyed (néha „szlöm”, az angol slum szóból) magas népsűrűségű városi lakóterület, amelyet a zsúfoltság, az épületek leromlott állapota, az elégtelen higiéniai körülmények, valamint különböző társadalomszervezési hiányosságok jellemeznek. Az egész településhez viszonyítva általában kis területű városi tér, többnyire szegények, illetve alacsony szocioökonómiai státuszú emberek, rétegek lakják. A fogalom pejoratív jellegű lehet a fejlett gazdaságú társadalmakban, az ilyen nyomornegyedben, főként fejlődő országban élők csupán az alacsony minőségű lakhatást értik az elnevezés alatt. A nyomornegyedek kialakulása, kiterjedése és jellegzetességei mások országonként és kontinensenként, az egyes helyi elnevezések és típusok is többfélék. Az első nyomornegyedek kialakulása a 19. század elejére tehető, de az ilyen városrészek napjainkban is elterjedtek, és a felmerülő problémák jelentős kihívásokat állítanak az államok és a különféle szervezetek elé.

## A fogalom eredete és változatai
A magyar nyomornegyed kifejezés önmagában is beszédes, hiszen a nyomor szó az ilyen városrészben élők nagyon alacsony, nyomor közeli életkörülményeire utal. Az itt élőkre az elesettség, a nincstelenség, a szegénység jellemző. A fogalom negatív felhangja miatt sok helyen az angolból átvett slum szót használják.
Más kifejezések is hasonló jelentést hordoznak. Az épületek tulajdonságaira utal például a bádogváros (viskóváros, kalyibaváros) kifejezés vagy a török gecekondu. Egyéb, külföldi elnevezés még többek között a favela és a barrio.
További, a nyomornegyedekkel kapcsolatba hozható fogalom még a gettó, amely valamilyen okból elkülönült társadalmi réteg, a többi városrésztől általában fizikai módon is elválasztott lakóterület, illetve a menekülttábor, amely a háború és egyéb veszélyek elől legtöbbször külföldre menekülő emberek ideiglenesen létrehozott telepe. A kisebb kiterjedésű, néhány házat vagy lakást magában foglaló teret nyomortanyának nevezhetjük.

## Definíciók
A nyomornegyedek rendkívül sokfélék, mégis meghatározható néhány tulajdonság, ami alapján besorolhatunk közéjük egyes városrészeket. Az ENSZ egyik alegysége, a Habitat, amely a városi élőhelyekkel, és azok fenntartható fejlődésével foglalkozó szervezet az alábbi öt tényezőt emeli ki. Ha ebből az öt tényezőből legalább egy hiányzik, már nyomornegyed háztartásról beszélhetünk:
1: tartós lakóépület, amely az időjárási körülményeknek ellenáll;
2: elegendő élettér (egy szobán nem osztozik három embernél több);
3: ivóvíz-ellátás megfelelő mennyiségben, elérhető helyen és áron;
4: elérhető illemhely (amit méltányos számú ember használ);
5: lakhatás biztonsága (erőszakos kilakoltatás veszélye nem fenyeget).
A kritériumok alapján láthatjuk, hogy ez a meghatározás is viszonylag tágan értelmezhető (tartós hajlék kérdése, birtokjog kérdése).
Emellett az egyes országok saját definíció szerint kategorizálhatnak, vagyis előfordulhat, hogy az egyik meghatározás szerint nyomornegyedről beszélhetünk, míg egy másik szerint nem, az érintett ország nem rendelkezik egységes meghatározással.

## Története

### "A hosszú 19. század"

#### London és a nagyvárosok gondjai
Angliában a városrobbanás időszaka a 18. század utolsó harmadában kezdődött, az ipari forradalommal párhuzamosan. Az országban a városlakók aránya (urbanizációs ráta) az 1800-as évek 32%-áról 100 év alatt több mint duplájára nőtt: 1900-ban 78% volt, míg a világátlag ezen időszakban 2-3%-ról csupán 15%-ra emelkedett 1850-ben pedig itt következett be a nagyvárosok történelmi fordulópontja, ugyanis ettől kezdve az Egyesült Királyságot, a világon elsőként, többségében városi lakosság népesítette be (több lett a városlakó, mint a vidéki).
A faluból városba történő tömeges migráció egyik kiemelkedő célpontja az iparvárosok mellett a főváros, London volt, amelynek lakosságszáma a 19. század közepén 2,5 millió fő volt. Egymás szomszédságában éltek a gazdag és szegény rétegek, az ipari forradalom következtében beinduló gyors gazdasági növekedés nyertesei, és az indusztrializáció negatív hatásaitól szenvedő munkásság. A gyors urbanizációs növekedés következtében jelentkező problémák a társadalmi egyenlőtlenségek fokozódásának eredményeképpen nem egyenlően sújtották a lakosságot. Legkiszolgáltatottabb helyzetben a foglalkozási átrétegződés következtében kialakuló nagy létszámú ipari munkásság volt.

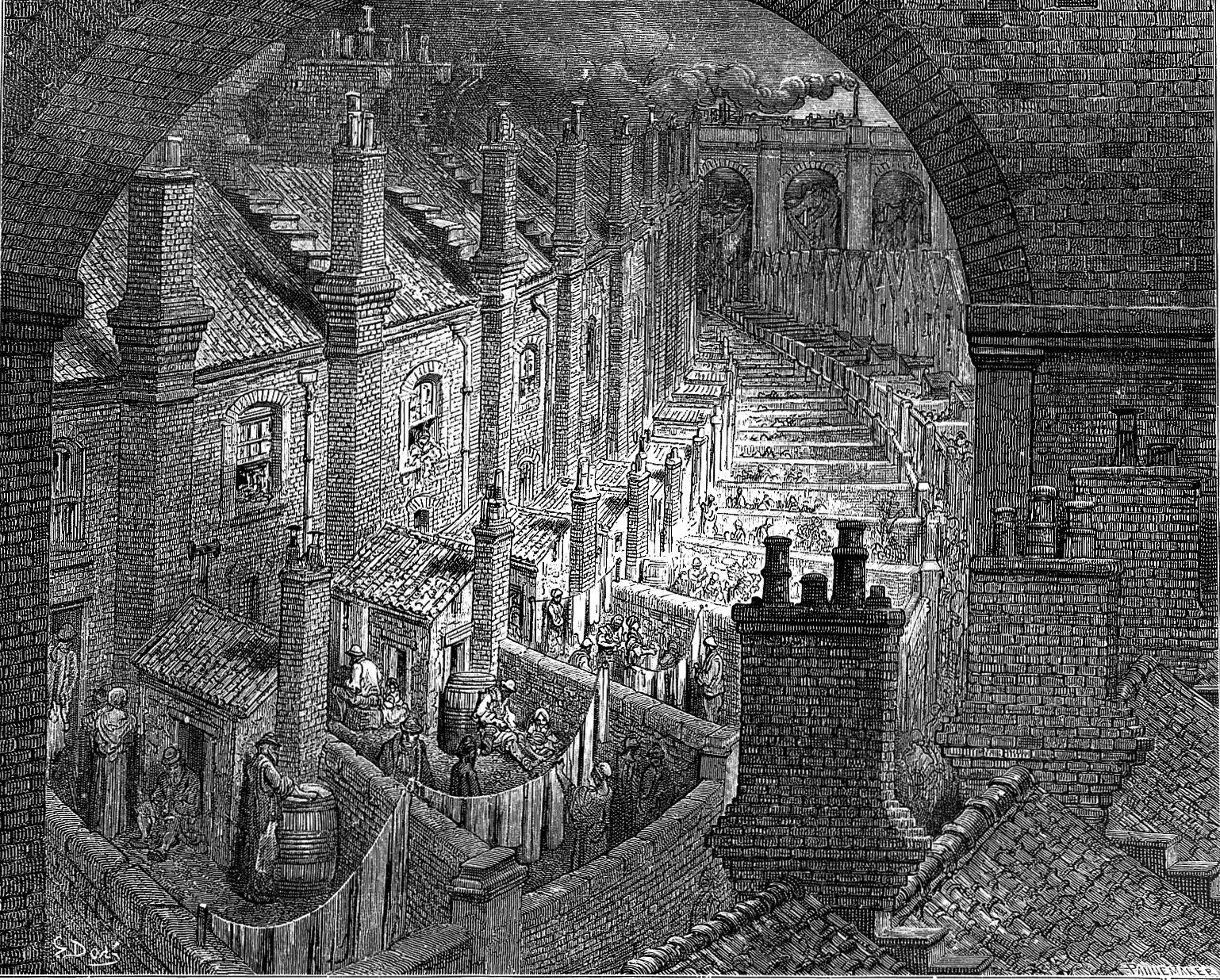
Londoni nyomornegyed a 19. század végén

A szegények az általában külvárosi részen elhelyezkedő „sötét negyedekben” éltek. Ezek a nyomornegyedek Anglia-szerte hasonló képet mutattak: „a város legrosszabb helyén épült, többnyire egyemeletes vagy földszintes téglaépületek, általában lakott pincehelyiségekkel, majdnem mindenütt szabálytalanul építve”. A szabálytalan beépítés miatti szűk sikátorok nem biztosították az átszellőzést. Az utcák kövezetlenek, egyenetlenek voltak. Spekulációs megfontolásokból egész városrészek épültek közművesítés nélkül, így csatornarendszer hiányában az emberi és állati szenny az utcákon folyt.
A negyedeket a hihetetlen túlzsúfoltság jellemezte. Erről számol be egy helyi lelkész: „az egyházközségben 1400 ház van, s ezekben 2795 család, körülbelül 12 000 személy lakik. Ilyen zsúfoltságban egyáltalán nem szokatlan, ha egy 10–12x10–12 láb méretű szoba (9–10 m²) férjet, feleséget, négy-öt gyermeket, sőt olykor még nagyszülőket is befogad, s ebben az egyetlen szobában dolgoznak, étkeznek, alszanak”. Ezeket a lakásokat bérelték a munkások, amiről Engels így ír: „és e szegény szerencsétleneket […] törvényes úton kiszipolyozzák a vagyonos osztályok”. Még rosszabb volt a helyzete annak a kb. 50 000 főnyi hajléktalannak, akik az utcán kényszerültek élni, vagy fizetség ellenében éjjeli menedékhelyeken (lodging-house) alhattak.
A szegényeknek nem volt lehetőségük a tisztálkodásra. A nyomornegyedekben nem volt vezetékes víz, mivel a csővezetékeket csak akkor fektették le, ha a helyiek azt megfizették, a folyók pedig a gyárak által okozott szennyezés miatt váltak erre alkalmatlanná. A túlzsúfoltság, az elégtelen higiéniás viszonyok, valamint a szennyvízelvezetés, szemételszállítás megoldatlansága következtében nagyon rosszak voltak a közegészségügyi viszonyok. Londonban a születéskor várható élettartam az 1800-as évek közepén alacsonyabb volt, mint Anglia többi részén. A többi iparvárosban hasonló problémákkal küzdöttek: a 19. század elején Liverpool munkásnegyedeiben például a születéskor várható élettartam 16 év volt. Így a nyomortanyák számos betegség okozói voltak – tífusz, skarlát, kolera –, amik a szabálytalan beépítettség következtében, a szellőzés hiányából adódóan könnyen terjedhettek. A lakóhelyek közelében lévő gyárak által kibocsátott füst pedig széles körben okozott tüdőbetegségeket. (Nem véletlen, hogy megkülönböztetik az ún. londoni típusú szmogot.) Mindezek következtében rendkívül magas volt a halandóság.
Betegség esetén a szegények nem engedhették meg maguknak a jó orvosokat. Állapotuk vagy jobbra fordult, vagy az olcsó kuruzslókhoz fordultak, akik tevékenysége olykor többet ártott. A megbetegedés tovább fokozta a család nyomorát, hiszen az érintett személy keresete kiesett a bevételből, ráadásul kezelése többletkiadást jelentett. Bár számos jótékonysági intézmény igyekezett javítani ezen az állapoton, kapacitásaik végesek voltak a hatalmas embertömeggel szemben.

#### Megoldások a nyomor felszámolására
Az embertelen körülmények láttán számos társadalmi szféra képviselője részéről született megoldási javaslat. Például az utópista szocialisták jeles angol képviselője, Robert Owen (1771–1858) megoldásnak egyfajta városállamot képzelt el, ahol a települések tervezőasztalon született, önellátó városokként jelennek meg. Elképzelését New Lanark-ban valósította meg, de a modell nem terjedt el. A ma már csak turistalátványosságként funkcionáló múzeumvárost viszont mind a pedagógia, mind az urbanisztika mintának tartja.

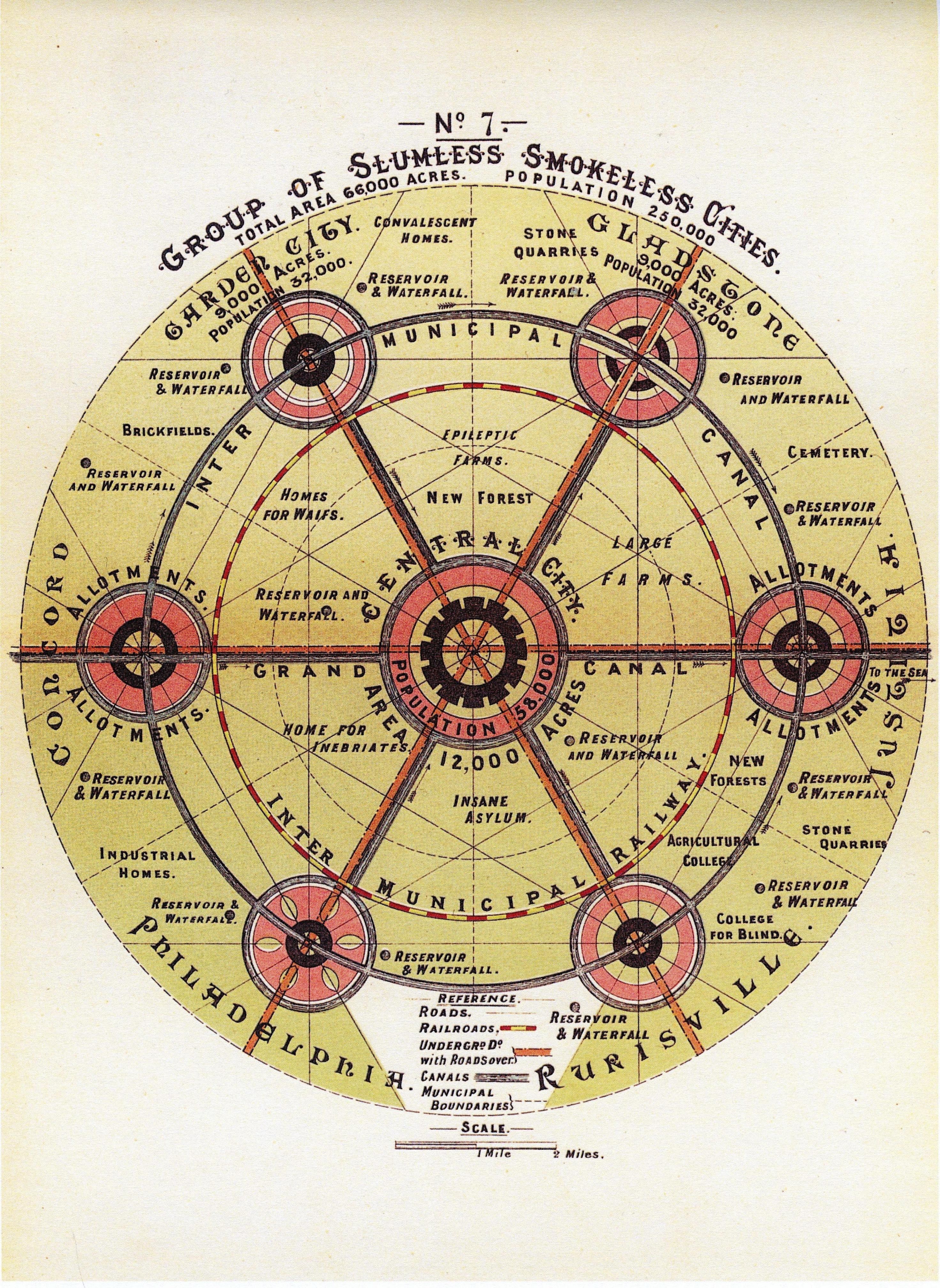
A kertváros-mozgalom városmodellje

Egy másik megoldási javaslat a várostervező Ebenezer Howard (1850–1928) nevéhez fűződik, a kertváros-mozgalom elindítója: Egy emberibb jövőben a továbbiakban nincs helyük rosszul szellőző, kényelmetlen, egészségtelen, spontán, terv nélkül kialakuló városoknak. Ehelyett tiszta, önellátó kertvárosok hálózatát kell kialakítani, amelyekben ötvözni kell a városi élet kiváló társadalmi adottságait a természet szépségével. Elképzelése a London környékén fekvő Letchworth (1903) és Welwyn (1920) települések esetében valósított meg a gyakorlatban, ám széles körben – Robert Owen elképzeléseihez hasonlóan – ez sem terjedt el. Így a modern urbanizáció problémáira nem akadt átfogó megoldás, a jelenségek megjelenése gyorsabb ütemű volt, mint az ellenintézkedések foganatosítása.
A megoldást végül a 19. század második felétől, a városok kaotikus fejlődése, és az itt kialakult embertelen körülmények felszámolása érdekében hozott jogszabályok segítették. A törvények hatására beindult az építésügyi szabályozás. „Meghatározták a minimális utcaszélességet, így biztosítva az átszellőzést, ezáltal visszaszorítva a járványok terjedését. Továbbá limitálták a laksűrűséget és betiltották többek között a pincelakások építését, és mindenféle építkezést a helyi egészségügyi hivatalok jóváhagyásától tettek függővé.” A jogi szabályozók eredményeként „[…] London, ahol korábban a legegészségtelenebb életkörülmények uralkodtak, történelmileg precedens nélküli életminőséget ért el. […] az 1830-as és 1920-as évek között a lakáskörülmények javulása rohamosan csökkentette a tuberkulózis okozta halálozások számát”.
A javulás hátterében más tényezők is álltak, amik bár spontán módon alakultak, nélkülük a londoni nyomornegyedek nem szűntek volna meg. Míg a törvények felülről jövő kezdeményezésnek tekinthetők, addig ebben az időszakban széles társadalmi réteget érintő, alulról jövő kezdeményezések is zajlódtak: a munkásmozgalmak. A törvények elsősorban a lakhelyek állapotának javítását célozták, a munkakörülményekkel kapcsolatban a munkások vették a saját kezükbe az irányítást. Gyakori volt például, hogy segélyegyletet hoztak létre, fizetésük egy részét felajánlották a rászoruló(bb) tagok számára. A jogi környezet megváltozásával (például sztrájk- és szakszervezet-ellenes törvény visszavonása 1824-ben) lehetőség nyílt a szakszervezetek megalakítására, amelynek köszönhetően immáron legális eszközökkel küzdhettek az emberségesebb munkahelyek megteremtéséért – sikerrel. A másik fontos tényező az ország gazdasági háttere volt, amely egyrészt lehetővé tett olyan infrastrukturális fejlesztéseket, amelyek a közegészségügyi viszonyokat pozitívan befolyásolták – például csatornarendszer kiépítése. Másrészt a „világ műhelyének” fokozódó ipari termelése képes volt elegendő munkahelyet biztosítani a városba érkezők számára, továbbá lehetőség volt a jövedelmek bővülésére is. Mindezen tényezők együttes eredménye volt az, hogy a gyors városi növekedés következtében kialakuló nyomornegyedeket sikerült felszámolni Londonban és a többi ipari nagyvárosban.

### A 20. századtól napjainkig

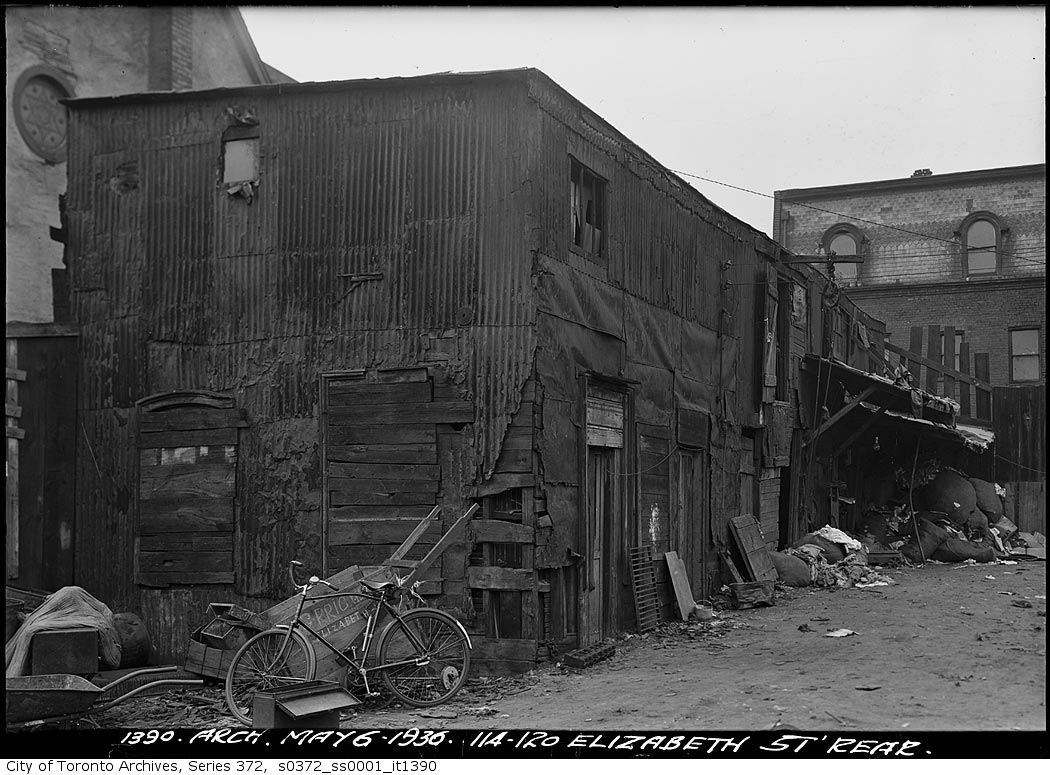
Toronto, Kanada, 1936

A nyomornegyedek gyakoriak voltak az észak-amerikai és európai városokban a 19. században és még a 20. század elején is. A 20. században már inkább a fejlődő és a fejletlen országokban maradtak meg és nőtt méretük, de megtalálható még napjainkban is a fejlett országok nagyvárosaiban.
Az ENSZ–Habitat szerint 2014-ben a fejlődő országok lakosságának 30%-a, vagyis megközelítőleg 881 millió ember lakik nyomorközeli környezetben. A városban lakók ilyen jellegű aránya a szub-szaharai, ún. „Fekete-Afrikában” a legmagasabb (56%), ezt követi Dél-Ázsia (31%), Délkelet-Ázsia (28%), Kelet-Ázsia (26%), Délnyugat-Ázsia (25%), Óceánia (24%), Latin-Amerika és a Karib-térség (21%), valamint Észak-Afrika (12%). A különböző országok városlakóinak nyomornegyedben élők aránya 2014-ben Dél-Szudánban volt a legmagasabb (96%). Fejlődő tendenciát mutat, hogy 1990 és 2010 között a nyomornegyedekben élők aránya csökkent, eközben azonban a Föld lakossága nőtt, vagyis az ilyen városrészek lélekszáma nőtt. Az ENSZ szerint 2050-re a nyomornegyedek népessége elérheti a 2 milliárd főt.
A nyomornegyedekben uralkodó életkörülményeket jól jellemzik a következő adatok: legalább 1 millióan halnak meg évente olyan betegségekben, amelyek közvetlenül a víz- és higiéniai ellátottság nem megfelelő minőségével függnek össze, valamint 10 gyermekből 1 meghal 5 éves kora előtt a szegény országok városaiban. A fejlődő világ nyomornegyedei napjainkban hasonló nehézségekkel küszködnek, mint például az ipari forradalom hajnalán a viktoriánus London: tífusz, kolera, tuberkulózis. Ám a helyzetet még súlyosabbá teszik az olyan, úgynevezett „modern” betegségek, mint az asztma, szívbetegség, rák stb. Így ezek az emberek a betegségek „kettős terhét” kénytelenek viselni.

## Létrejöttének okai
Ezen területek kiterjedése és létrejötte, méretük változása eltérő a világ különböző pontjain és különféle okokra vezethetőek vissza. A leggyakoribb okok a gyors elvárosiasodás (urbanizáció, a vidékről városba migrálás), gazdaságfejlődési stagnálás és csökkenés, magas munkanélküliség, szegénység, feketegazdaság, hibás koncepciójú településtervezés és településfejlesztési politika, természeti katasztrófák és szociális konfliktusok. Az egyes országok fejlesztési stratégiái eltérő módon próbálják meg ezek méreteit csökkenteni és átalakítani, változó sikerrel. Ilyenek a szlömös területek eltávolítása, áthelyezése, annak fejlesztése, városléptékű infrastruktúra-fejlesztés és állami támogatású lakásépítési programok meghirdetése.
A nyomornegyedek létrejöttének és bővülésének, terjeszkedésének okai különbözőek lehetnek, és eltérhetnek régiónként, az egyes tényezők egymásból fakadhatnak és erősíthetik is egymást, a hatások sokszor átfedésben vannak, illetve egyszerre több érvényesül.
A leggyakoribb okok:
- Népességnövekedés: a lakónépesség gyors ütemű növekedése, amellyel nem képes felvenni az iramot az infrastruktúra és egyéb tényezők fejlesztése.
- Rossz infrastruktúra: a szükséges mennyiségű és minőségű fejlesztések hiányoznak (pl. utcák, csatornázás kiépítése).
- Vidékről a városba költözés (urbanizáció): az emberek a több és jobb munkalehetőség és kapcsolatok miatt költöznek a városokba.
- Urbanizációs válság: komplex jelenség, amely tartalmazza a városi túlzsúfoltságból adódó gazdasági, társadalmi hatékonyságveszteségeket és környezeti problémákat is, amelyek rövid és hosszú távon egyaránt, valamint mind mikro-, mind makroszinten súlyos következményekkel járnak a tágan értelmezett fejlődés tekintetében.[28]
- Elégtelen várostervezés: gyenge a jogszabályok betartatása, vagy egyáltalán nincs területfejlesztési koncepció.
- Feketegazdaság: a szürke- és feketegazdaság, az informális munkapiac terjedése új "munkaerőt" igényel, így a lakosság bővül ezeken a területeken.
- Szegénység: a lakhatás költségei olcsóbbak, és az együttélésnek is vannak megtakarításai.
- Társadalmi elkülönülés: faji, vallási vagy egyéb alapon. Ez inkább csak egy formája, alsóbb szerveződési rétege a jelenségnek, nem pedig közvetlen oka.
- Természeti katasztrófa: a földrengések, árvizek elől menekülők gyakran csak rossz életkörülmények között tudják folytatni életüket, vagy eleve veszélyhelyzetnek kitett területen rendezkednek be. Példa: 2007-es Sidr vihar Bangladesben, 2010-es haiti földrengés.
- Háború, terror: a társadalmi összetűzések elől menekülők is gyakran átmeneti menedékszállásokon igyekeznek átvészelni a veszélyt (pl. a libanoni polgárháború miatt 1975 és 1990 között, vagy napjainkban Kabul mellett a tálib fenyegetés miatt).
- Politika: az államnak egyszerűen nem áll érdekében megoldani a problémát, mert nem okoz olyan mértékű problémákat a rövidtávú célok megvalósításában.

A növekedési trendek olyan gyorsak, hogy "a közszolgáltatások, a lakhatás és közlekedés kínálata nem képes lépést tartani a növekvő kereslettel, mint ahogyan a formális munkapiac sem képes felszívni a városba áramló tömegeket". Így a szükséges infrastruktúra hiányában a népesség egy része nyomornegyedekben kénytelen élni.
Bár a fejlődő országok a városi népesség százalékos arányának tekintetében a fejlett országok történelmi tendenciái szerint növekszenek, az abszolút számok tekintetében viszont a növekedés példa nélküli. Ez az oka annak, hogy bár az ipari forradalommal ugrásszerűen növekedésnek induló európai nagyvárosoknál is voltak városodással kapcsolatos problémák, napjainkban a fejlődő országoknál már urbanizációs válságról lehet beszélni.
Az urbanizáció mennyiségi és minőségi tényezői közötti összefüggést Lackó László a következőképpen magyarázza: "A városlakó népesség gyors növekedését, azaz a mennyiségi urbanizációt többnyire csak késéssel követi az ellátás színvonalának emelkedése, a civilizáltabb életforma terjedése, azaz a minőségi urbanizáció. Nagy kérdés azonban, hogy a váltás mely szakaszban történik meg, és az sem mellékes, hogy a szakadék – a két fázis, illetve a két tényezőcsoport között – mekkora."

## Jellemzői
A nyomornegyedben lakó emberek a szegénység mellett ki vannak szolgáltatva egyrészt az urbánus lét veszélyeinek (pl. veszélyes hulladéklerakók, gyorsforgalmi utak, vasutak a lakóhelyek közelében), másrészt a természeti katasztrófákkal (pl. árvizek, földcsuszamlás stb.) szemben is védtelenek. Ezek a tényezők – az egészségtelen környezet által – hozzájárulnak a betegségek gyakoribb előfordulásához is.
A nyomornegyedek fennállása szoros kapcsolatban áll az adott ország társadalmával és annak kultúrájával, valamint a népességnövekedéssel. Ahol állandósultak ezek a nyomortelepek, joggal feltételezhető a kevésbé szigorú, gyenge állami szabályozás és a közösségi akarat hiánya.
A nyomornegyedek tömbszerű formája és a szórványos nyomorlakások az eltérő településfejlődéseknek megfelelően a városok más és más részein helyezkednek el, de akár az egész városszerkezetet is átszőhetik. A magterülethez közel fekvő nyomortelep pl. a kenyai Kibera és az indiai Dárávi, a külvárosi részen terül el a mexikói Neza. Népsűrűségük mindig magas, ez alapvető kritériumnak mondható. Az épületállomány rendkívül változó: a legegyszerűbb, fából és hulladékból összeillesztett falú, cölöpökön álló és földmozgás veszélyének kitett épületek egyaránt megtalálhatóak a világ nyomornegyedeiben, de egy adott városra, egyazon vidékre természetesen ugyanolyan típusú megoldások a jellemzőek. A jobb minőségű épületek egyik következménye a jobb higiéniás körülmény és a több és jobb minőségű szolgáltatások megjelenésének lehetőségét tartogatja. 

## Problémák
A jellemzőkből rengeteg negatív következmény, probléma fakad, ilyenek többek között a veszélyes építés miatti balesetek, katasztrófák (lakóépületek összeomlása, földcsuszamlás, áradás stb.). A magas népsűrűség (valamint a nem megfelelő építkezés) magával vonzza a betegségek és járványok könnyebb megjelenését és terjedését. Hasonlóképpen a munkanélküliség és a szétterjedt feketegazdasági rendszer, illetve az erőszak és a bűnözés is sok esetben megjelenik ezeken a nyomornegyedeken. Az elégtelen életkörülmények jelentősen veszélyeztetik a gyermekek helyzetét.

## Intézkedések, megoldások
Alapvetően három fő megoldás van a nyomornegyedek helybeni felszámolására. Az egyik a lakóépületek teljes felszámolása, ide sorolható például a Calais-i migráns sátortábor 2016-os megszüntetése. Egy másik intézkedés lehet a nyomorban élők áthelyezése jobb minőségű lakhatási, illetve egyéb (pl. munka-)körülmények közé. Ilyen programok mentek végbe pl. Marokkóban és a Fülöp-szigeteken. A harmadik módszer a nyomornegyed fejlesztése: ez lehet akár infrastrukturális vagy szolgáltatásbeli stb. fejlesztés; a lakók számára csak szükség esetén és ideiglenesen kell lakhatást biztosítani. A megoldás legmagasabb szintje a teljes városrész megújítása.

## Nyomornegyedek a világon

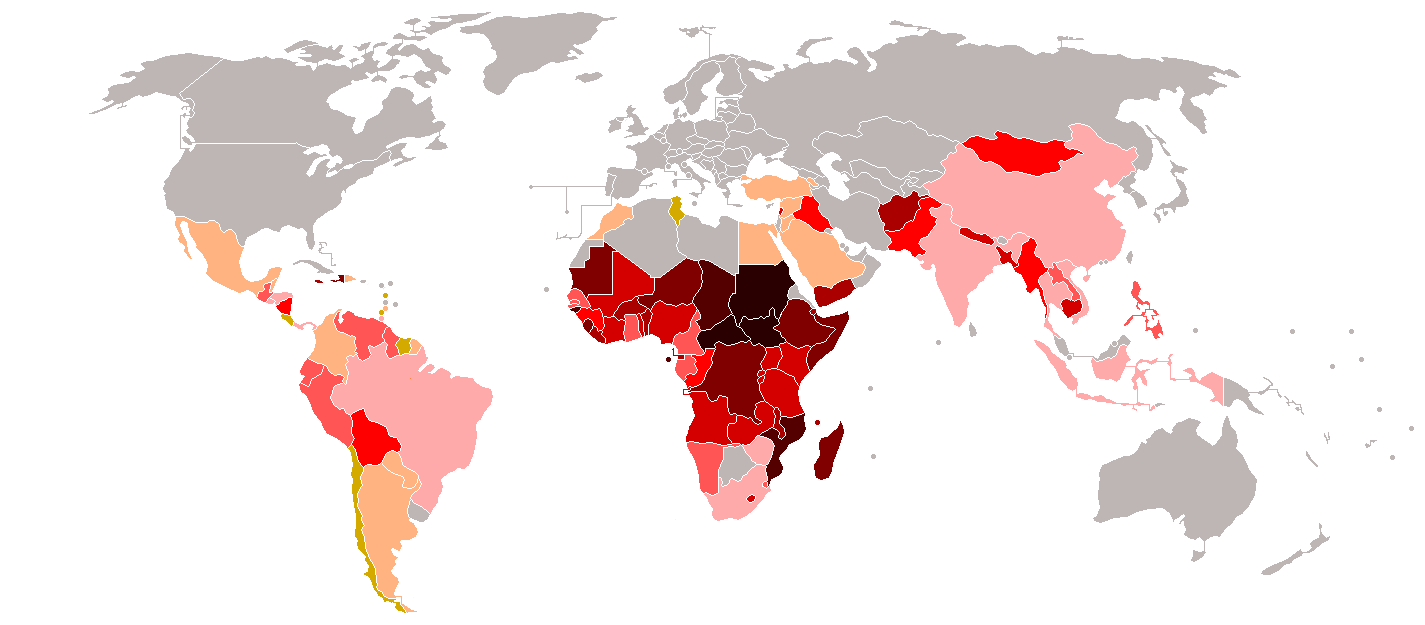
A nyomornegyedben élők aránya a városi lakossághoz viszonyítva (ENSZ–Habitat, 2014)

Az alábbi táblázat az ENSZ–Habitat 2015-ös adatbázisából származnak (Global Urban Indicators Database 2015). 1990 és 2014 között mutatja be a városlakók nyomornegyedben élők arányát (százalékban). A besoroláshoz az ENSZ-féle definíció négy fizikai jellemzőjét vették alapul: lakóépület tartóssága, elegendő élettér, ivóvíz-ellátottság és közegészségügy. A mellékelt térképen a legfrissebb, 2014-es év adatai szerepelnek több országra lebontva.
A nyomornegyedben élők aránya csökkent, azonban a területek népessége a vizsgált időszakban nagyobb mértékben növekedett (mellette pedig a városlakók aránya is), ami azt jelenti, hogy az elmúlt pár évtizedben összességében nőtt az ilyen rossz körülmények között élő emberek száma (689 millióról 881 millió főre), ez átlagosan a városban élők 28%-a. Az egyetlen régió, ahol az elérhető adatok alapján nőtt a nyomorban élők aránya (mérsékelten), az Délnyugat-Ázsia (22,5%-ról 24,9%-ra); a többi területen pedig jelentős aránybeli javulás történt (12–26 százalékpontos csökkenés).
| Régió                         | A városlakók nyomornegyedben élő aránya (%, 2014) | A városlakók nyomornegyedben élő aránya (%, 2014) | A városlakók nyomornegyedben élő aránya (%, 2014) | A városlakók nyomornegyedben élő aránya (%, 2014) | A városlakók nyomornegyedben élő aránya (%, 2014) | A városlakók nyomornegyedben élő aránya (%, 2014) |
| Régió                         | 1990                                              | 1995                                              | 2000                                              | 2005                                              | 2010                                              | 2014                                              |
| ----------------------------- | ------------------------------------------------- | ------------------------------------------------- | ------------------------------------------------- | ------------------------------------------------- | ------------------------------------------------- | ------------------------------------------------- |
| Latin-Amerika és Karib-térség | 33,7                                              | 31,5                                              | 29,2                                              | 25,5                                              | 23,5                                              | 21,1                                              |
| Észak-Afrika                  | 34,4                                              | 28,3                                              | 20,3                                              | 13,4                                              | 13,3                                              | 11,9                                              |
| Fekete-Afrika                 | 70,0                                              | 67,6                                              | 65,0                                              | 63,0                                              | 61,7                                              | 55,9                                              |
| Délnyugat-Ázsia               | 22,5                                              | 21,6                                              | 20,6                                              | 25,8                                              | 24,6                                              | 24,9                                              |
| Dél-Ázsia                     | 57,2                                              | 51,6                                              | 45,8                                              | 40,0                                              | 35,0                                              | 31,3                                              |
| Délkelet-Ázsia                | 49,5                                              | 44,8                                              | 39,6                                              | 34,2                                              | 31,0                                              | 28,4                                              |
| Kelet-Ázsia                   | 43,7                                              | 40,6                                              | 37,4                                              | 33,0                                              | 28,2                                              | 26,2                                              |

Napjainkban a világ minden táján élnek nyomorban élő emberek, és így nyomornegyednek nevezhető városrészek, telepek. Az alábbiakban egy-egy kontinens jelentősebb nyomornegyedéről található egy felsorolás, azok jellemzőivel és különbségeivel.

### Európa
Európában a viktoriánus kor nyomornegyedeivel való leszámolás után is maradtak olyan településrészek, amelyek a fogalom definíciójába beletartozhatnak. Ilyen kis kiterjedésű telepeket a mai nagyvárosok bel- vagy külterületein, például vasúti pályák mentén találni, illetve az elszegényedett vidéki területek falvaiban is megjelenhetnek (lásd többek között a magyarországi, főleg cigányok által lakott települések egy részét).

### Észak- és Közép-Amerika
Amerika északi felén napjainkban a nyomornegyedek leginkább Mexikót és több karib-tengeri (sziget)államot (Haiti, Jamaica) érintenek.

#### Neza–Chalco–Itza, Mexikóváros
A világ legnagyobb nyomornegyede a Mexikóváros külvárosában található Neza–Chalco–Itza területen található. Erre a hatalmas összefüggő külvárosi területre viszonylag rendezett, tartós minőségű épületek jellemzőek, azonban az illegális lakók, a tisztázatlan tulajdonosi jogok és a magas bűnözési ráta lefelé minősítik a területet a magas népsűrűség mellett.

### Dél-Amerika
Latin-Amerika déli részén a szegényebb rétegek mind a nagyvárosok területén alakították ki élőhelyüket. Ezek közül kiemelkedik Caracas, São Paulo, Rio de Janeiro és Buenos Aires milliós nagyvárosok. Ezen nyomornegyedek egyik legfőbb közös jellemzője, hogy nem az épületek minőségével van gond, hiszen ezek általában téglából épült házak, hanem a szabályozatlan és veszélyes, túl magas építkezés.

#### Rocinha, Rio de Janeiro

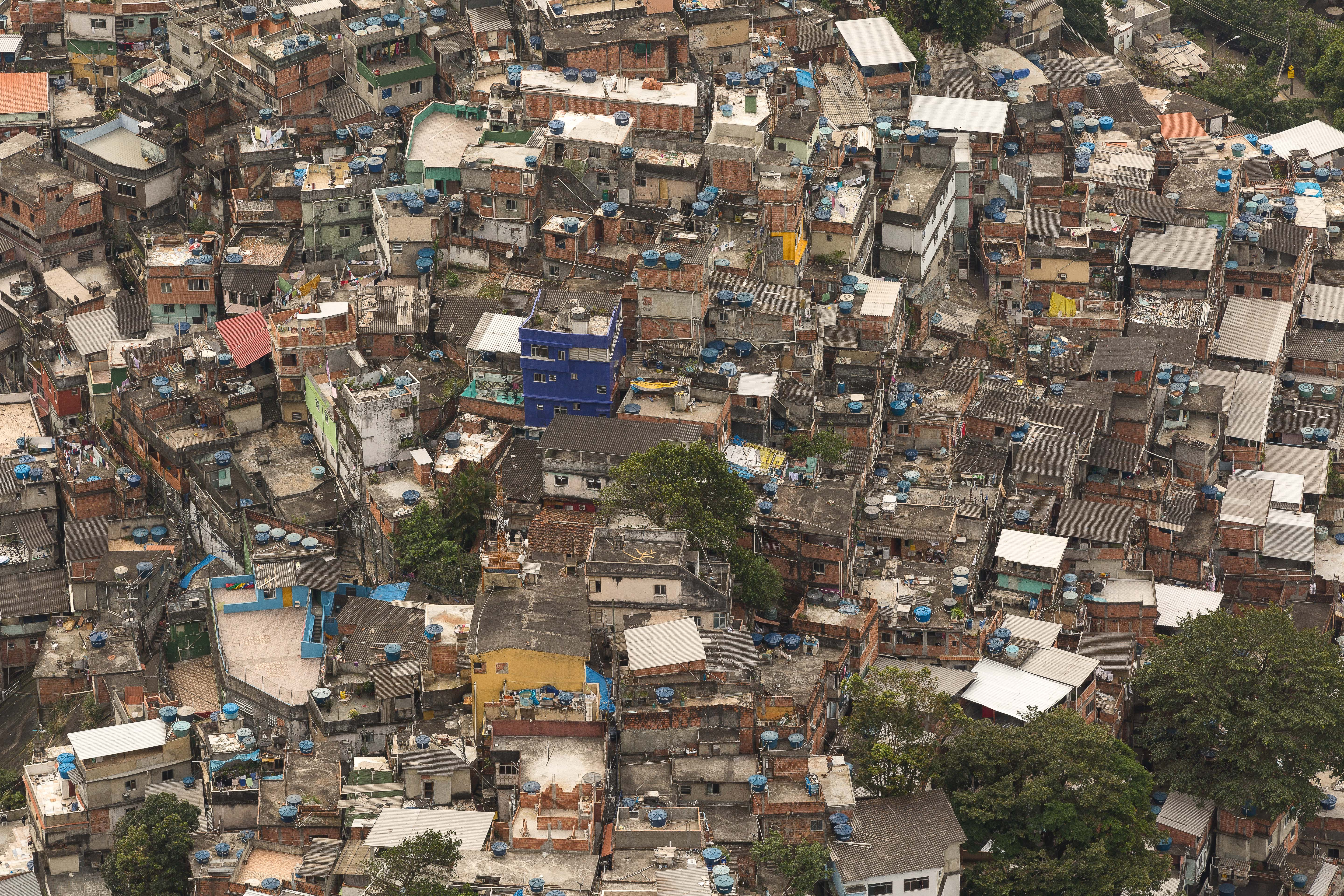
Rocinha madártávlatból

Az egyik leghíresebb nyomornegyed a sok közül a Rio déli zónájában fekvő Rocinha. A favela a város két leggazdagabb negyede – São Conrado és Gávea – között fekszik, egy meredek hegyoldalon. Rocinha erőteljesen városiasodott terület, ugyanis az infrastruktúrája, valamint az itt található szolgáltatások igen fejlettek. A lakóépületek több emeletes kőházak, amelyek többségében van vezetékes víz és áram. A területen több száz üzlet található, sok szolgáltatás és civil szervezet. A kereskedelmi hálózat igen kiterjedt, így az itteni lakosok helyben megkaphatnak mindent, amire szükségük van. Mindezek ellenére az itteni életkörülmények meglehetősen rosszak. A lakosok bevételei alacsonyak, az erőforrások szűkösek. A csatornázás hiánya miatt gyakoriak az olyan betegségek, mint a trópusi náthaláz, így Rocinhában a csecsemőhalandóság 50%-kal magasabb, mint Rio más részein. Gyakori a vízhiány, az áramszolgáltatásban való kimaradás, valamint közlekedési nehézségek, gyenge közbiztonság és elégtelen minőségű oktatás nehezíti az itteniek életét. A területen nagy a földcsuszamlások veszélye is, hiszen a házak többnyire meredek lejtőkre épültek, és nem felelnek meg az építészeti előírásoknak.
2011-től különböző rendfenntartó szerveket telepítettek a favelába annak érdekében, hogy átvegyék az irányítást a helyi drog-bandák felett. A rendőrség és a katonaság együttműködésével a hatóságok rendfenntartó egységet hoztak létre, amit a helyiek bizakodva fogadtak, ám az előzetes várakozásokkal szemben romlott a közbiztonság, ugyanis megkezdődtek a bandák és az alakulatok közti összecsapások, amik sok esetben civil áldozatokat is szednek. A rendőri brutalitás megingatta az itteniek bizalmát a rendfenntartó szervekben.
Rocinha és Brazília több más nyomornegyedének életkörülményein javíthat a PAC (Programa de Aceleracao do Crescimento – Növekedést Gyorsító Program), amelyet 2007-ben Luiz Inácio Lula da Silva elnök kezdeményezett, majd Dilma Rousseff 2011-ben kiterjesztett. A program célja a gazdasági fellendülés elősegítése, ezáltal az egyenlőtlenségek csökkentése.

### Afrika

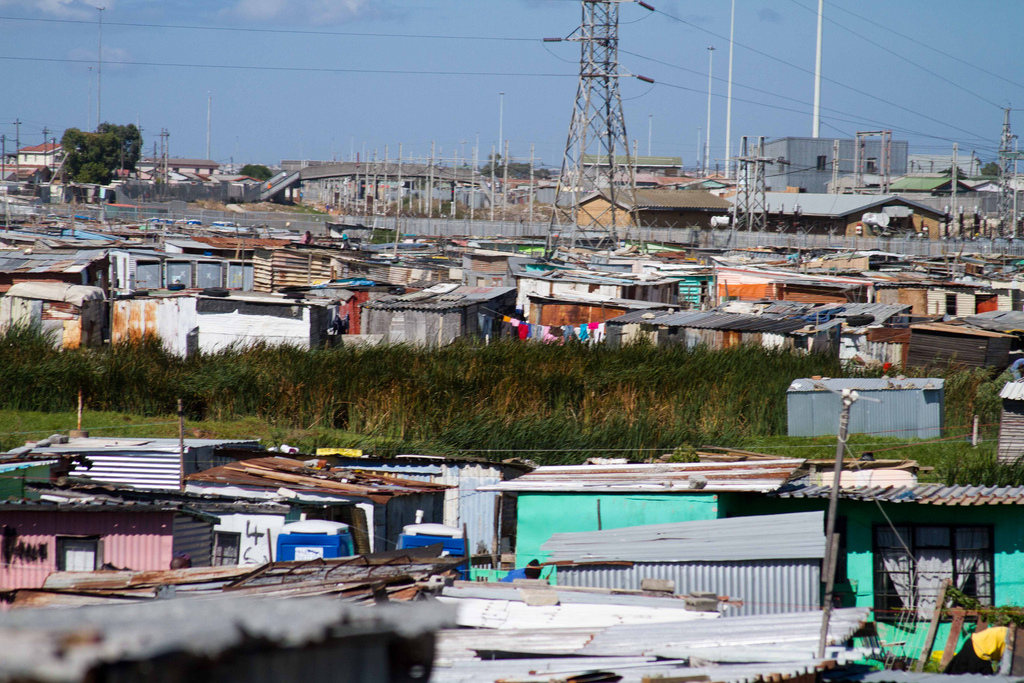
Bádogváros Fokvárosnál

Északon, a Földközi-tenger partvidékén lévő muszlim országokban is előfordulnak nyomornegyedek, a legnagyobb Kairóban. A Szaharától délre (Fekete-Afrika) a városlakók óriási aránya él nyomornegyedben (átlagban több mint a fele), a legmagasabb arányban Szudán, Csád, a Közép-afrikai Köztársaság, Angola és Mozambik városaiban. A kontinens egyik legnagyobbja a kenyai Kibera. A Dél-afrikai Köztársaságban Soweto területén, Johannesburg agglomerációjában, illetve Khayelitsha Fokvárosban. Az országban a hosszú időn át tartó apartheid hatása a mai napig érezhető, ezek a nyomornegyedek leginkább faji alapon különülnek el.
Az afrikai nyomornegyedek több szempontból is a leghátrányosabb helyzetben vannak. A hajlékok rossz minősége és az ivóvíz szűkös elérése komoly problémákat okoz ezekben az országokban, amelyet a gyors népességnövekedés, a fiatalkorúak rendkívül magas aránya súlyosbít.

#### Kibera, Nairobi
Afrika egyik legnagyobb nyomornegyede a kenyai főváros kb. 2,5 km² területű városrésze, Kibera. 2008-ban egy Kiberát feltérképező projekt alapján az egész telepre végzett becslés szerint 235 000–270 000-en lakhatnak a nyomornegyedben.Kibera területe több telepre (village-re) oszlik, melyeket vasút, utak és árkok választanak el egymástól. Ezek élén a helyiek által választott képviselőtestület áll, akik a telep életét irányítják. Őket a kormány nem ismeri el hivatalos szervnek, ám ha bármilyen fejlesztést szeretne végezni (például egy segélyszervezet a telepen), ehhez az ő beleegyezésük kell.

### Ázsia

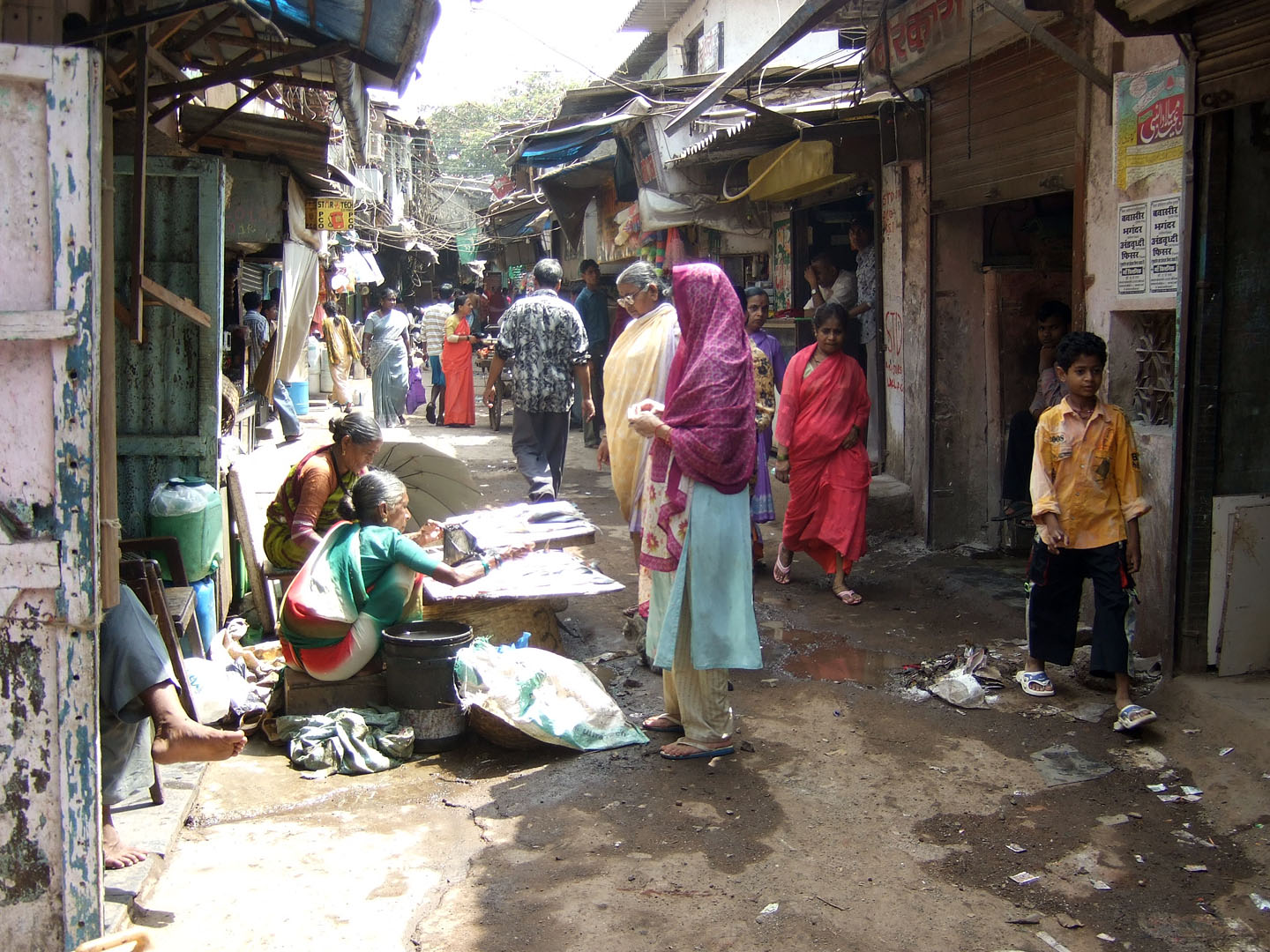
Dárávi belülről

Egyes becslések szerint a legnagyobb nyomornegyed az egész bolygón a pakisztáni Orangi Town (Karacsi). Ez hasonló a mexikói Nezához abból a szempontból, hogy hatalmas a népsűrűség, de téglából épült lakások vannak. Egy másik óriási telep az indiai Dárávi (Mumbai), más becslések szerint ez a legnagyobb, legalábbis Ázsiában. Ezeken kívül a nagyvárosokban mind megjelennek az ilyen telepek, Törökországtól (gecekondu) egészen Indonéziáig. A rossz, kevésbé tartós alapanyagú épületek Dél- és Délkelet-Ázsiára jellemzőek, az ivóvíz elégtelensége főleg a sivatagosabb területeken (pl. Közel-Kelet) jelentkezik, a szegénység és a magas arányú munkanélküliség, illetve a feketegazdaság pedig szinte minden ázsiai nyomornegyedhez kapcsolható.

#### Dárávi, Mumbai
Mumbai közepén terül el a mintegy 2 millió lakosú nyomornegyed, Dárávi (angolul Dharavi). Az összetákolt hajlékok szinte teljesen integrálódtak a városi térbe, toronyházak, forgalmas utak törik meg a bádogviskók folytonosságát, amelyek 220 hektáron terülnek el. A jellegzetes kék palatetők minden lakható területet elfoglalnak, a folyóhoz és a tengerhez közeli részeken is. A mahárástrai kormányzat 1971-ben nyilvánította nyomornegyednek, ugyanekkor a nyomornegyedek fejlesztését célzó programot is indított. A korábbi mocsárvidék mocsarak feltöltése után megszűnt halászat, fazekas telep, majd bőripar jelent meg. Ezután főleg muszlim kézművesek telepedtek le a negyedben. Dárávi idővel menedékként szolgált a bevándorlóknak és a mumbai alvilágnak. A későbbiekben szemétgyűjtő és hulladék újrahasznosító cégek költöztek a térségbe. A szegény vidéki területekről bevándorlók azért választották ezt a nyomornegyedet, mert olcsó szálláshoz juthattak Mumbai, a lehetőségek városának (akkoriban Bombay) központjában. Ennek eredményeképpen a világ legsokszínűbb, legváltozatosabb nyomornegyede épült ki. A lakosság vallás, kaszt, hovatartozás és foglalkozás alapján különül el 80 lakónegyedbe.
Dárávinak komoly problémái vannak a közegészségüggyel, a higiéniai feltételek katasztrofálisak. Egy 2006-os kutatás kimutatta, hogy minden 1440 lakosra jut egy toalett. Nagyon kevés nyilvános illemhely van, és ezért sokan a közeli folyóban végzik el dolgukat. A negyednek a súlyos vízhiánnyal is meg kell küzdenie, 15 háztartásra csupán egy vízcsap jut.  Az itt lakók az ipari tevékenységek széles skáláján tevékenykednek, az egyik legnépszerűbb foglalkozás a hulladék újrahasznosítás. Dárávi nyomornegyeddé minősítése óta (1971) számos újjáépítési program született, de ezek egyike sem volt túl sikeres. Ennek fő oka, hogy ezek a projektek legtöbbször figyelmen kívül hagyták az itt élők érdekeit, valamint nem vették számításba az indiaiak ragaszkodásához hagyományos életformájukhoz. Egyre több hazai és külföldi befektető érdeklődik a terület iránt, ami a telek kiváló elhelyezkedésének köszönhető. A kormány tervei között is szerepel, hogy felfejleszti és újjáépíti a területet, és javít az itt élők életkörülményein. Azonban a program csak akkor lehet sikeres, ha nyomornegyedben lakó embereket is bevonják a programba és figyelembe veszik az ő igényeiket is.
A nyomornegyed jelentős hírnévre tett szert, ugyanis sok bollywoodi, tollywoodi, sőt még hollywoodi filmet is forgattak itt. Ezek közül a legismertebb az Oscar-díjas Gettómilliomos című film. Dárávi a Mumbaiba látogatott turisták egyik célpontjává is vált, lehetőség van szervezett túrák keretében megtekinteni a nyomornegyedet, megismerni az ott lakók életét és küzdelmeit.

## Fordítás
- Ez a szócikk részben vagy egészben  a   slum című angol Wikipédia-szócikk ezen változatának fordításán alapul.  Az eredeti cikk szerkesztőit annak laptörténete sorolja fel. Ez a jelzés csupán a megfogalmazás eredetét és a szerzői jogokat jelzi, nem szolgál a cikkben szereplő információk forrásmegjelöléseként.